# Окухара Нодзомі
Нодзомі Окухара (яп. 奥原 希望, нар. 13 березня 1995) — японська бадмінтоністка, бронзова призерка Олімпійських ігор 2016 року.

## Виступи на Олімпіадах
| Олімпіада           | Дисципліна       | Місце |
| ------------------- | ---------------- | ----- |
| Ріо-де-Жанейро 2016 | одиночний розряд | 3     |